# Frederiks
Frederiks är en ort Viborgs kommun på Jylland i Danmark. Frederiks ligger 66 meter över havet och antalet invånare är 1 856. Närmaste större samhälle är Viborg, 15 km nordost om Frederiks.